# The Journal of Popular Culture
The Journal of Popular Culture (JPC) este o revistă academică peer-review care publică eseuri academice referitoare la toate aspectele culturii populare sau de masă. Ea apare de șase ori pe an, fiind tipărită de Wiley-Blackwell. Redactorul revistei este Ann E. Larabee.
JPC este publicația oficială a Popular Culture Association. Asociația culturală organizează o conferință națională anuală, de obicei pe teritoriul continental al Statelor Unite ale Americii, împreună cu American Culture Association. Au loc, de asemenea, mai multe conferințe regionale anuale.
The Journal of Popular Culture a început să fie publicată în 1967. Avea sediul în acea vreme în clădirea Bowling Green State University și era redactată de Ray B. Browne. Ea și-a mutat ulterior sediul în clădirea Universității de Stat din Michigan din East Lansing, Michigan. 

## Sumarizare și indexare
Jurnalul este sumarizat și indexat în:
- Academic Search Premier
- Arts and Humanities Citation Index
- MLA International  Bibliography
- ProQuest Central
- SocIndex
- Web of Science

Potrivit Journal Citation Reports, revista avea în 2014 un factor de impact de 0,048, fiind clasată pe locul 35 din 38 de reviste în categoria „Studii culturale”.

## Legături externe
- The Journal of Popular Culture at Wiley-Blackwell
- The Journal of Popular Culture at Michigan State University